# Villers-Bocage (Calvados)
Villers-Bocage – miejscowość i gmina we Francji, w regionie Normandia, w departamencie Calvados.
Według danych na rok 1990 gminę zamieszkiwało 2845 osób, a gęstość zaludnienia wynosiła 494 osoby/km² (wśród 1815 gmin Dolnej Normandii Villers-Bocage plasuje się na 70. miejscu pod względem liczby ludności, natomiast pod względem powierzchni na miejscu 819.).
13 czerwca 1944 r. miała tam miejsce bitwa.